# 雨傘花珊瑚
雨傘花珊瑚(學名:Bunga payung,英文:Tube Coral,德文:Röhrenkoralle  )是雨傘花珊瑚屬的單型物種。是在實邦加海島，哥打京那峇魯(亞庇)，沙巴，馬來西亞發現的。

## 名字
來自馬來語和印尼語單字bunga，意思是花； 描述珊瑚蟲的形狀，類似花朵。 種小名payung，源自馬來西亞語和印尼語意思是雨傘，表示口盤的形狀，類似傘的形狀。

## 特徵[4]
口中的盤狀物有八條淺溝是從觸手邊緣延伸到珊瑚蟲的口，將膜切成八份。觸手末端的三分之二從口膜邊緣伸出。一個珊瑚群，差不多約有70個珊瑚蟲。珊瑚蟲呈棕色，口盤呈白色，但保存在乙醇中時呈黃白色。

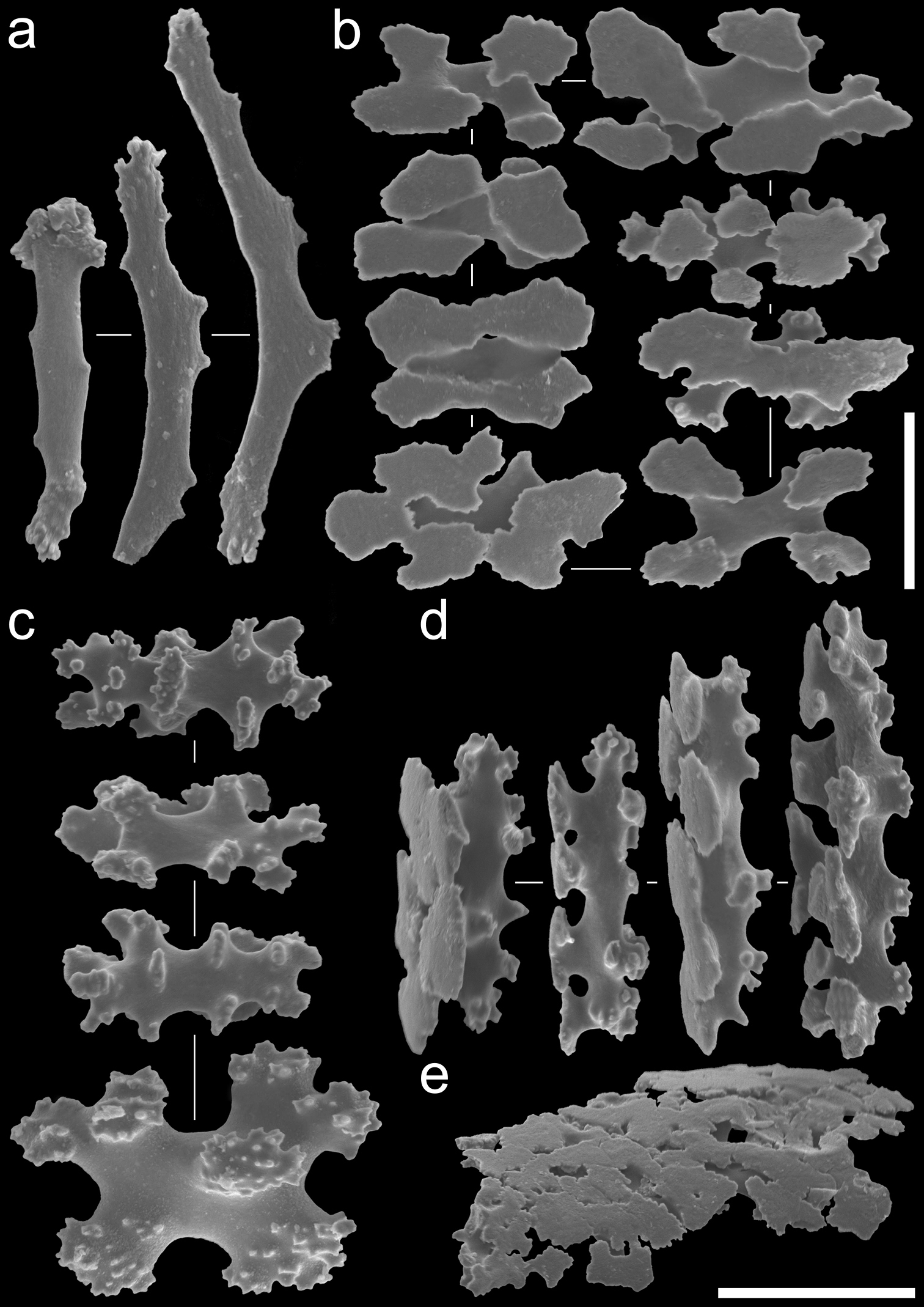
雨傘花珊瑚的骨針形狀

### 骨針
萼狀結構的骨針是桌放射狀， 匍匐莖的骨針融合表放射狀的骨針，形成薄片的形狀。骨針的顏色是白色的。

### 匍匐莖
匍匐莖是細的也是圓的，直徑是0.3毫米，是由細匍匐莖連接的珊瑚蟲所組成成一個珊瑚群接固定在岩石上，橫切面呈圓柱形，寬鬆的附著在堅硬的岩石上，並不堅固。

### 珊瑚蟲
珊瑚蟲的間隔是不規則，不是彼此相鄰，就是間隔達約 5 毫米左右。
珊瑚蟲擴張後的珊瑚蟲寬度約為2.2-3.0毫米，並可以完全縮回寬度約 1 毫米、高度可達約 2 毫米的萼狀結構，但是萼狀結構並不會縮回匍匐莖。

## 資料來源
1. ↑  . www.reeflex.net.   [2023-10-01] （英语）.
2. ↑  . www.reeflex.net.   [2023-10-01] （英语）.
3. ↑  . www.marinespecies.org.   [2023-09-30]. （原始内容存档于2021-08-29）.
4. 1 2  Lau, Yee Wah; Reimer, James D. . ZooKeys. 2019-08-26, 872. ISSN 1313-2970. doi:10.3897/zookeys.872.36288.